# 吉里吉里国
吉里吉里国 （きりきりこく）は、井上ひさしの小説『吉里吉里人』（新潮社、文庫にも収録）に登場する架空の国。吉里吉里は岩手県大槌町の小地名でもある。

## 概要
ある日、東北地方の一寒村（物語上では宮城県・岩手県の県境付近にある吉里吉里村、人口は4187人）が突如独立宣言して誕生する国家。
日本国とは違った「イエン」を独自通貨とし、地元方言を国語「吉里吉里語」に定め、さらには防衛同好会が陸から空から不法侵入者を監視し、木炭バスを改造した「国会議事堂車」が国内を巡回、人々は「吉里吉里語」を話し、経済は金本位制にして完全な自給自足体制。独立を認めない日本国政府の妨害に対し、彼らは奇想天外な切札を駆使して次々に難局を乗り越えていく。
作中では、東北本線の赤壁駅（架空の駅、モデルは有壁駅）と一ノ関駅の間の宮城・岩手県境付近、国道四号線・北上川・東北本線が並行して通過する位置で、太平洋岸にある大槌町吉里吉里とは別の場所とされている。なお、実際にはこの付近で東北本線と国道4号は近接しているが、北上川は10キロメートル以上東を流れており、作中の描写に適合する地点は実在しない。作中の描写から、意図的に宮城県北部から岩手県南部にかけての複数の地域の情報を継ぎ合わせて作られた架空の場所だと考えられている。

## ミニ独立国
上記に関連して、実在の三陸鉄道リアス線吉里吉里駅を擁する岩手県上閉伊郡大槌町が、1982年に町おこしの一環として吉里吉里国として「独立宣言」をした。マスコミの注目を集め観光客誘致に成功し、1980年代のミニ独立国ブームのきっかけとなった。しかし1990年代に入りブームの沈静化や景気後退の影響から、ミニ独立国としての活動は活発に行わなくなった。

## NPO法人 吉里吉里国
2011年3月11日に発生した東北地方太平洋沖地震により大槌町が大きな被害を受けたことから、2011年12月28日にまちづくり、雇用の創出や環境の保全を目的として再びNPO法人として、設立された。